# Sozialleistung
Sozialleistungen sind die im Sozialgesetzbuch vorgesehenen Dienst-, Sach- und Geldleistungen (§ 11 SGB I). 
Die allgemeinen Vorschriften über die verschiedenen Leistungsarten, die zuständigen Leistungsträger und die Grundsätze der Leistungserbringung sind im Ersten Buch Sozialgesetzbuch (SGB I) geregelt, für das Verwaltungsverfahren und den Sozialdatenschutz gilt das Zehnte Buch Sozialgesetzbuch (SGB X).
Für die einzelnen Sozialleistungen enthalten die weiteren Sozialgesetzbücher (SGB II, III, V bis IX, XI, XII und XIV) besondere Bestimmungen, etwa über die Anspruchsvoraussetzungen, den Leistungsumfang und die Finanzierung.

## Aufgaben
Sozialleistungen dienen zur Verwirklichung sozialer Gerechtigkeit und sozialer Sicherheit. Sie sollen dazu beitragen, ein menschenwürdiges Dasein zu sichern, gleiche Voraussetzungen für die freie Entfaltung der Persönlichkeit, insbesondere auch für junge Menschen, zu schaffen, die Familie zu schützen und zu fördern, den Erwerb des Lebensunterhalts durch eine frei gewählte Tätigkeit zu ermöglichen und besondere Belastungen des Lebens, auch durch Hilfe zur Selbsthilfe, abzuwenden oder auszugleichen (§ 1 SGB I).
Sozialleistungen erstrecken sich insbesondere auf folgende Gebiete:
- Bildungs- und Arbeitsförderung (§ 3 SGB I), etwa durch die Berufsausbildungsbeihilfe oder die öffentliche Arbeitsvermittlung
- Sozialversicherung (§ 4 SGB I): gesetzliche Kranken-, Pflege-, Unfall- und Rentenversicherung einschließlich der Alterssicherung der Landwirte mit den notwendigen Maßnahmen zum Schutz, zur Erhaltung, zur Besserung und zur Wiederherstellung der Gesundheit und der Leistungsfähigkeit sowie wirtschaftlichen Sicherung bei Krankheit, Mutterschaft, Minderung der Erwerbsfähigkeit und Alter einschließlich der Hinterbliebenen eines Versicherten
- soziale Entschädigung (§ 5 SGB I)
- Minderung des Familienaufwands (§ 6 SGB I), etwa durch Kindergeld und Elterngeld
- Zuschuss für eine angemessene Wohnung (§ 7 SGB I) wie die Gewährung von Wohngeld
- Kinder- und Jugendhilfe (§ 8 SGB I)
- Sozialhilfe (§ 9 SGB I)
- Teilhabe behinderter Menschen (§ 10 SGB I).

Eine Sozialleistung im Sinne der §§ 11, 45 SGB I liegt regelmäßig dann vor, wenn die Leistung durch einen Sozialleistungsträger nach den Bestimmungen des SGB einem Sozialleistungsberechtigten zu erbringen ist und diesen individuell begünstigt; sie wird dann in aller Regel auch der Verwirklichung eines sozialen Rechts im Sinne der §§ 3 bis 10 SGB I dienen.

## Finanzierung und Einteilung

### Sozialversicherung
In Deutschland werden die Leistungen der gesetzlichen Sozialversicherung im Wesentlichen durch Beiträge der Arbeitgeber und Arbeitnehmer finanziert. Der Gesamtsozialversicherungsbeitrag bemisst sich in der Regel nach der Höhe des Arbeitsentgelt (§ 28d SGB IV). Der Arbeitgeber muss der Einzugsstelle entsprechende Meldungen erstatten (§ 28a SGB IV). Die unterschiedlichen Sozialversicherungsträger erbringen bei Verwirklichung der versicherten Risiken (Versicherungsfall) die vorgesehenen Geldleistungen als Entgeltersatzleistungen, etwa das Arbeitslosengeld (§ 136 SGB III), Krankengeld (§ 44 SGB V) oder eine Rente wegen verminderter Erwerbsfähigkeit, nach Erreichen der Regelaltersgrenze auch die Rente wegen Alters. Ärztliche Behandlung wird in der gesetzlichen Krankenversicherung als Sachleistung erbracht. Die in § 14 SGB I vorgesehene sozialrechtliche Beratung durch die zuständigen Leistungsträger ist ein Beispiel für eine Dienstleistung.

### Öffentliche Fürsorge
Daneben gibt es die steuerfinanzierten Transferleistungen, die Hilfebedürftigkeit voraussetzen. Hierzu gehören insbesondere das Bürgergeld und die verschiedenen Leistungen nach dem Zwölften Buch Sozialgesetzbuch (SGB XII) wie die Grundsicherung im Alter und bei Erwerbsminderung.
Im sozialen Entschädigungsrecht nach dem Vierzehnten Buch Sozialgesetzbuch (SGB XIV) steht die staatliche Gemeinschaft in Abgeltung eines besonderen Opfers oder aus anderen Gründen für die anerkannten gesundheitlichen und wirtschaftlichen Folgen einer gesundheitlichen Schädigung ein, zum Beispiel gegenüber Opfern von Gewalttaten sowie deren Angehörigen, Hinterbliebenen und Nahestehenden (§ 13 SGB XIV). Die Kosten trägt der Bund (§ 155 Abs. 1 SGB XIV). Auch die Opferpensionen für in der DDR erlittenes Unrecht gehören dazu (§ 3 VwRehaG, § 21 StrRehaG).

## Gesetzgebungskompetenz
Die konkurrierende Gesetzgebung erstreckt sich gem. Art. 74 Abs. 1 Nr. 7 und Nr. 12 GG auf die öffentliche Fürsorge (ohne das Heimrecht) sowie die Sozialversicherung einschließlich der Arbeitslosenversicherung. Die Gesetzgebungszuständigkeit liegt daher bei den Ländern, solange und soweit der Bund von seiner Gesetzgebungszuständigkeit nicht durch Gesetz Gebrauch gemacht hat (Art. 72 Abs. 1 GG).

### Sozialversicherung
Für die Sozialversicherung im Sinne des Grundgesetzes sind das Versicherungsprinzip und das Solidarprinzip kennzeichnend. Das Solidarprinzip verlangt, dass „die bei den verschiedenen Versicherten bestehenden ungleichen Risiken“ ausgeglichen werden, „wobei der Ausgleich der gesamten Solidargemeinschaft obliegt und nach sozialen Gesichtspunkten zu erfolgen hat“. Das Versicherungsprinzip fordert demgegenüber, dass ein von der Bedürftigkeit des Einzelnen unabhängiger Risikoausgleich herbeigeführt wird. Der Versicherungsschutz muss grundsätzlich das Äquivalent für die Beitragsleistung des Mitglieds sein.

### Öffentliche Fürsorge
Der Begriff der „öffentlichen Fürsorge“ setzt voraus, dass eine besondere Situation zumindest potenzieller Bedürftigkeit besteht, auf die der Gesetzgeber reagiert. Dabei genügt es, wenn eine – sei es auch nur typisierend bezeichnete und nicht notwendig akute – Bedarfslage im Sinne einer mit besonderen Belastungen einhergehenden Lebenssituation besteht, auf deren Beseitigung oder Minderung das fragliche Gesetz zielt.
Auf dem Gebiet der öffentlichen Fürsorge hat der Bund gem. Art. 74 Abs. 1 Nr. 7 GG das Gesetzgebungsrecht, wenn und soweit die Herstellung gleichwertiger Lebensverhältnisse im Bundesgebiet oder die Wahrung der Rechts- oder Wirtschaftseinheit im gesamtstaatlichen Interesse eine bundesgesetzliche Regelung erforderlich macht (Art. 72 Abs. 2 GG). Über die Versorgung der Kriegsbeschädigten und Kriegshinterbliebenen und die Fürsorge für die ehemaligen Kriegsgefangenen (allgemein: die soziale Entschädigung) hat der Bund die ausschließliche Gesetzgebung (Art. 73 Abs. 1 Nr. 13 GG).

## Rechtsschutz
Auf Sozialleistungen besteht ein Anspruch, soweit nicht die Leistungsträger ermächtigt sind, nach ihrem Ermessen zu handeln (§ 38, § 39 SGB I). Auf die meisten Sozialleistungen besteht ihrer Funktion nach ein Rechtsanspruch. Beispielsweise hat jedoch die Agentur für Arbeit bei den Leistungen zur Eingliederung in Arbeit ein Auswahlermessen hinsichtlich der in § 16 Abs. 1 Satz 2 SGB II aufgeführten Leistungen.
Für die meisten Streitigkeiten über Sozialleistungen sind die Sozialgerichte zuständig (§ 51 SGG), für bestimmte Leistungen wie etwa das Wohngeld oder das BAföG auch die Verwaltungsgerichte oder die Finanzgerichte für das Kindergeld (§ 54 BAFöG, § 33 FGO).
Je nach Rechtsschutzziel kann die Aufhebung eines Bescheids (Anfechtungsklage) oder die Verurteilung zu dessen Erlass (Verpflichtungsklage) beantragt werden (§ 54 SGG). Vor Klageerhebung muss meistens ein Vorverfahren durchgeführt werden (§ 78SGG). Möglich sind auch bestimmte gerichtliche Feststellungen wie die Feststellung, welcher Versicherungsträger in einer bestimmten Angelegenheit zuständig ist (§ 55 SGG) sowie bei Eilbedürftigkeit eine Entscheidung im einstweiligen Rechtsschutz (§ 86a und § 86b SGG).
Vor den Sozialgerichten und den Landessozialgerichten brauchen sich die Versicherten nicht durch einen Rechtsanwalt vertreten zu lassen (§ 73 Abs. 1 SGG), sie haben jedoch das Recht dazu. Eine Vertretung ist erst vor dem Bundessozialgericht erforderlich (§ 73 Abs. 4 SGG). Die Vertretung dürfen dort auch Sozialverbände oder Gewerkschaften übernehmen, nicht hingegen Rentenberater.
Stellt sich nach einem Überprüfungsantrag heraus, dass Sozialleistungen zu Unrecht nicht erbracht wurden, so können sie noch für einen Zeitraum von bis zu vier Jahren rückwirkend erbracht werden (§ 44 SGB X), verzinslich zu 4 % p. a. (§ 44 SGB I). Diese Zinsen sind steuerrechtlich Einkünfte aus Kapitalvermögen, unabhängig davon, wie die Sozialleistung selbst steuerrechtlich behandelt wird.
Bei bestimmten Pflichtverletzungen, insbesondere von Beratungs- und Auskunftspflichten, kann der Versicherungsträger im Wege des sozialrechtlichen Herstellungsanspruchs zur Kompensation verpflichtet sein.

## Sozialleistungsquote

Sozialleistungsquote im europäischen Vergleich 2009

Die Sozialleistungsquote setzt die im Sozialbudget ermittelten Sozialleistungen ins Verhältnis zum jeweiligen nominalen Bruttoinlandsprodukt (BIP).
Deutschland hat im Jahr 2009 30,1 % seines BIP für Sozialleistungen aufgewendet und lag damit im europaweiten Vergleich auf Rang 4. Im Jahr 2013 waren es 29 %, im Jahr 2016 29,4 %.
Die Sozialleistunsqoute betrug im Jahr 2006 in Österreich 29,9 % fast ebenso viel wie in Deutschland, in der Schweiz mit 24,7 % deutlich weniger.
Der Funktion nach entfiel 2016 der größte Anteil mit 43 % auf Leistungen bei Krankheit, Gesundheitsversorgung und Invalidität, der geringste mit 3,4 % auf Wohnen und soziale Ausgrenzung.

## Sozialleistungsbetrug in Österreich
In Österreich wurde 2018 die vom Bundeskriminalamt (BK) geführte Taskforce Sozialleistungsbetrug (SOLBE) eingerichtet. Unter diesem Stichwort werden 50 unterschiedliche Begehungsformen zusammengefasst. Diese umfassen etwa die Erschleichung der Mindestsicherung trotz ausreichenden Vermögens, den Missbrauch von Pensionsleistungen durch die Vortäuschung eines Scheinwohnsitzes oder den widerrechtlichen Erhalt der Familienbeihilfe sowie verbotene Auslandsaufenthalte bei gleichzeitigem Bezug von Sozialleistungen und die Erschleichung der Grundversorgung mittels falscher Identitäten.
Ein Schwerpunkt der Ermittlungen ist das Anmelden eines Scheinwohnsitzes in Österreich, um widerrechtlich Sozialleistungen zu beziehen. 2023 wurde Betrug mit einer Schadenshöhe von 25,5 Mio. € aufgedeckt. Von den 4.644 Beschuldigten hatten 1.250 Personen die österreichische Staatsbürgerschaft, 3.394 eine ausländische. 2018–2023 wurden 20.000 Verdächtige dieser Tatbegehungsform ausgeforscht.